# Aleksandra Sokolovskaya

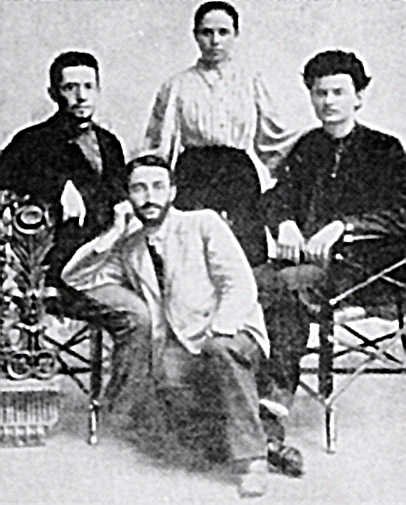
Aleksandra Sokolovskaya (em pé) e Leon Trotsky (sentado à direita em 1897

Alexandra Lvovna Sokolovskaia (em russo:   Александра Львовна Соколовская) foi uma ativista marxista revolucionária russa, nascida em 1872 e que provavelmente foi assassinada em 1938 nos expurgos Stalinistas. Ela foi a primeira esposa de Leon Trotsky entre os anos de 1899-1902 (Robert Service, 2009, pg.41).

## Biografia
Alexandra Sokolovskaia tornou-se militante na década de 1890 nos círculos revolucionários de Nikolayev, uma cidade industrial ao sul da Ucrânia. Ela participa da criação de um "sindicato do sul da Rússia" e conhece Leon Trotsky que ajuda em sua formação marxista. 

Ela se casou com Leon Trotsky em 1899, sendo os dois presos e deportados na Sibéria. Desta união nasceram duas filhas, Nina Nevelson (1901) e Zinaida Volkova (1902). 

Em 1902, Trotsky decidiu fugir da Sibéria e migrar para a Europa. Alexandra aprova a fuga de seu marido, ficando com suas duas filhas. Chegando em Paris Trotsky decide romper seu casamento com Alexandra Sokolovskaia após sua união com Natália Sedova em 1903. Alexandra Sokolovskaia e Trotsky continuaram a manter boas relações.
Sua vida após 1902 é incerta. Suas duas filhas foram criadas por David Bronstein e Anna, os pais de Trotsky na Ucrânia. Sokolovskaya, no começo dos anos 1930 teria relações bem próximas com a viúva de Lenin, Nadezhda Krupskaya, no começo dos anos 1930. Sokolovskaya criou seu neta Aleksandra entre 1932-1935. De acordo com a sua família, ela teria trabalhado como educadora.
Trotsky descreve a notícia da morte de sua filha Nina em Minha Vida, durante seu exílio em Alma Ata (cap 43): 
| “ | No dia nove de junho minha filha Nina, minha ardente apoiadora morre em Moscou. Ela tinha vinte e seis anos de idade. Seu marido fora preso um pouco antes de meu exílio. Ela continuou o trabalho de oposição até ser vencida pela doença. A carta que ela me escreveu do hospital somente chegou a mim após setenta e tres dias, chegando a mim muitos dias após sua morte. | ” |

Em 1935 Alexandra Sokolovskaia será presa e exilada por Stalin. Ela teria sido vista pela última vez em 1938 num campo de trabalho na Kolyma (Sibéria), por Nadezhda Joffe (filha de Adolf Joffe).